# Niklas Riesbeck
Niklas Felix Måns Riesbeck, ursprungligen Göran Niklas André Riesbeck, född 19 maj 1973 i Kulladals församling i dåvarande Malmöhus län, är en svensk skådespelare. 

## Biografi
Niklas Riesbeck är utbildad vid Malmö Teaterhögskola 1995-1999. Han har därefter spelat roller som Putte Hågen i Dåliga Mänskor av Mikael Wiehe på Malmö Musikteater, Angel i Rent på Gladsaxe Teater i Köpenhamn, Malte Hasselkvist i Yngsjömörderskans sista resa Teater Nostra. Han hade rollen som Tom i den svenska uppsättningen av Mamma Mia! och rollen som Tintomara i Folkteatern Gävleborgs uppsättning Tintomara. Sedan 2009 är han anställd på Stockholms Stadsteater och har medverkat i De tre musketörerna och Full Speed Ahead.
På film och TV har han medverkat i Det nya landet, Snapphanar, Oskyldigt dömd 2008, Wallander – Läckan 2009. Den 2 maj 2011 bjöd Riesbeck på urpremiären av monologen PÅ JAKT - av och med Niklas Riesbeck.

## Teater

### Roller (ej komplett)
| År   | Roll               | Produktion                                  | Regi             | Teater                   |
| ---- | ------------------ | ------------------------------------------- | ---------------- | ------------------------ |
| 2010 |                    | 4 X Mark Ravenhill                          |                  | Stockholms stadsteater   |
| 2010 | Konferencieren     | Stjärnsmäll Rikard Bergqvist                | Rikard Bergqvist | Parkteatern              |
| 2014 | Lasse-Maja         | Lasse-Maja Erik Norberg och Alexander Öberg | Alexander Öberg  | Örebro länsteater        |
| 2016 | Han                | Gift dig med mig lite Stephen Sondheim      | Erik Fägerborn   | Kulturhuset Stadsteatern |
| 2018 | Roberto Rossellini | Camera Jan-Erik Sääf och Staffan Aspegren   | Eva Gröndahl     | Östgötateatern           |